# Nabój .357 Magnum
.357 Magnum – 9 × 32R mm nabój rewolwerowy opracowany w pierwszej połowie lat trzydziestych i produkowany od 1935 roku w firmie Smith & Wesson. Pierwszy typ amunicji określanej jako „Magnum”.
Został zaprojektowany przez D. B. Wessona, P. B. Sharpe'a i M. A. Robinsona. Nowy nabój powstał z naboju .38 Special, którego łuskę wydłużono o 3,4 mm. W pierwszych nabojach .357 Magnum stosowano bardzo ciężki pocisk o masie 10,24 g. Powodowało to że strzelające tym nabojem rewolwery miały bardzo silny odrzut. Ciężki pocisk miał bardzo dużą zdolność penetracji, co powodowało, że w wypadku wymiany ognia na ulicy było bardzo wysokie ryzyko przypadkowego postrzelenia osób postronnych. Powodowało to, że przez długi czas nabój .357 Magnum nie miał zbyt wielu zwolenników. Sytuacja zaczęła się zmieniać w latach pięćdziesiątych. Stopniowo zaczęto stosować lżejsze pociski o masie 7–8 g, a także pociski ekspansywne o specjalnej konstrukcji części głowicowej zwiększającej ich skuteczność. Zmniejszyła się także masa rewolwerów strzelających nabojem .357 Magnum (szczególnie duża popularność zdobył S&W 19).
Obecnie nabój .357 Magnum należy do najbardziej cenionych i skutecznych naboi rewolwerowych. Ponieważ nabój .357 Magnum (jeśli chodzi o wymiary) różni się od naboju .38 Special tylko długością łuski, każdy rewolwer kalibru .357 Magnum może strzelać amunicją .38 Special. Uczyniono to w celu uniknięcia niebezpiecznych pomyłek gdyby użytkownik omyłkowo załadował słabszy konstrukcyjnie rewolwer nabojem .38 Special wytwarzającym znacznie wyższe ciśnienie nabojem .357 Magnum. Szkielety i bębny rewolwerów do .357 Magnum muszą być znacznie solidniejsze, a nawet wtedy przy szkieletach firmy S&W rozmiary J i K intensywne i długotrwałe strzelanie prowadzi do uszkodzeń wskutek zmęczenia materiału, dlatego też na drodze uzyskanych doświadczeń wprowadzono w tej firmie szkielet optymalny dla .357 (wystarczająco wytrzymały tj. wcześniej „N”, a zarazem poręczny i wygodny do noszenia jak „K” – rozmiar „L” czyli średni wzmocniony. Zbudowano na nim m.in. S&W 586 i jego „nierdzewną” odmianę, popularną wśród polskich strzelców Mod. 686 (również w odmianie „Plus” z bębnem 7 komorowym przy niezmienionych rozmiarach okna szkieletu).